# Grande Mosquée de Bamako
La Grande Mosquée de Bamako est un sanctuaire islamique de la ville de Bamako, capitale de la république du Mali. Construite à l'emplacement d'une ancienne mosquée en terre crue datant de la période pré-coloniale, elle a été bâtie dans le courant des années 1970 grâce à des fonds provenant du gouvernement saoudien.
L'édifice actuel est l'un des plus importants de la capitale malienne. Située à proximité du grand-marché et de la cathédrale, au nord du fleuve Niger, ses deux minarets de béton s'apparentent plus à l'architecture de la péninsule arabique qu'à celle de l'Afrique de l'Ouest. La mosquée est ouverte, à certaines occasions, aux non-musulmans qui peuvent ainsi découvrir son architecture particulière.
En avril 2017, elle a été rebaptisée du nom de l'ancien Roi Fayçal Ibn Abdelaziz.